# Рісто Давчевський
Рісто Давчевський (мак. Ристо Давчевски; 1935–2009) — македонський поет, новеліст, романіст, драматург, дитячий письменник.

## Біографія
Рісто Давчевський народився 6 березня 1935 року в селі Долний Дисан, Неготинська община. Навчався на філософському факультеті. Працював редактором на Македонському радіо. Член Асоціації письменників Македонії з 1971 року. Автор книжок: «Краплі дощу» (поезія для дітей, 1964), «Довга прогулянка» (оповідання для дітей, 1965), «Дремко та Спанько» (одноактна п'єса, 1970), «Нескінченна історія» (оповідання, 1972), «Вуса генерала Рококайка» (комедія, 1972), «Казка про затриманого чудовиська» (повість, 1973), «Громадяни Ядиграда» (оповідання, 1980), «Соняшникова кампанія» (одноактна п'єса, 1985), «Важливо, що кажуть інші» (байки, 1985), «Збірка ворон» (байки, 1988), «Чарівний альбом» (казка, 1989), «З'їдені прогнози» (поезія, 1990), «Рани кохання» (роман, 1991), «Хто є добра мати» (роман, 1992), «Онук Ітара Пейо» (роман, 1993), «Старий з плямистим обличчям» (роман, 1994), «Палац спини» (драматична трилогія, 1995), «Свині на ярмарку» (радіограми, 1995), «Весела сцена» (одноактна п'єса, 1995), «Сонети для мами» (поезія, 1996), «Пригоди Діда Мороза» (казка, 1997), «Принц Крістіан» (роман, 1998), «Марш зелених» (роман, 2000). Помер 14 вересня 2000 року у Скоп'є внаслідок важкої хвороби.